# Phạm Địch Văn
Phạm Địch Văn (tiếng Phạn: Gangarajavarman II) là vị vua cuối cùng của triều đại Lâm Ấp thứ 2.

## Tiểu sử
Phạm Địch Văn kế vị anh mình là Mã Nặc Lạp Đát Bạt Ma. Dưới triều đại của ông, nước Lâm Ấp tiếp tục gặp khó khăn về vấn đề nội bộ. Sau cái chết của ông vào năm 420, Phạm Dương Mại I kế vị, chấm dứt triều đại thứ 2.